# 松岡智
松岡智(まつおかさとし、?- )は、元ラグビー日本代表である。かつて、三菱自動車京都レッドエボリューションズに所属していた。 
美馬商工出身。ポジションはナンバーエイト。
三菱京都 時代の1970年1月18日に第2回アジア大会(タイ)決勝で、日本代表デビューし3キャップを保有。